# Kabaret Macież
Kabaret Macież – polska grupa kabaretowa powstała w 2005. Tworzą ją absolwenci warszawskiej Akademii Teatralnej oraz jeden absolwent Uniwersytetu Muzycznego Fryderyka Chopina.

## Skład
- Olga Sarzyńska
- Mateusz Dębski
- Adam Młynarczyk
- Marcin Sitek
- Mateusz Grydlik

## Nagrody i wyróżnienia
2009
- Grand Prix na 25 PaCE
- Nagroda Organizatorów na XI Ogólnopolskiej Giełdzie Kabaretowej PrzeWAŁka w Wałbrzychu
- Nagroda za osobowość sceniczną dla Marcina Sitka na XI Ogólnopolskiej Giełdzie Kabaretowej PrzeWAŁka w Wałbrzychu
- I Nagroda na 15 Mulatce w Ełku
- III Nagroda na XXX Lidzbarskich Wieczorach Humoru i Satyry
- wyróżnienie za piosenkę "Song o moralności" na XXV Ogólnopolskich Spotkaniach z Piosenką Kabaretową OSPA w Ostrołęce
- I Nagroda na Przeglądzie Kabaretowym Stolica PKS w Warszawie